# Carlos Mesters
Carlos Mesters ( 20 de octubre de  1931), nacido Jacobus Gerardus Hubertus Mesters, es un fraile carmelita holandês, misionero en Brasil desde 1949. Sacerdote católico, es doctor en Teología Bíblica y uno de los principales exégetas bíblicos del método histórico-crítico. Vive en Unaí.

## Vida y formación religiosa
Viajó a Brasil junto con un grupo de ocho estudiantes seminaristas carmelitas, a los 17 años. En enero de 1951 recibió el hábito carmelita con el nombre de Fray Carlos. Después del noviciado hizo los votos religiosos el 22 de enero de 1952. Fue ordenado el día 7 de julio de 1957.
Al llegar a Brasil, Carlos Mesters residió en la ciudad de São Paulo, en el Convento de Carmo, donde concluyó la secundaria y cursó Humanidades. Estudió después Filosofía en São Paulo y Teología en Roma hasta 1954, en el Colegio Internacional Santo Alberto. Se graduó en 1958 en Teología en el "Angelicum" (Universidad Pontificia de Santo Tomás de Aquino) y en Ciencias bíblicas en el Pontificio Instituto Bíblico de Roma y en la École Biblique de Jérusalem.
A partir de 1969 estabelecido contatos com comunidades pobres del Nordeste brasileño, Río de Janeiro, São Paulo, Minas Gerais e outros estados. Durante diez años visitó regularmente Crateús, en Ceará y en 1975 pasó seis meses en esa región. Desde 1986 y por cinco años, se integró en un equipo de trabajo para formular un proyecto de formación bíblica de los religiosos y religiosas, para el Consejo Episcopal Latinoamericano (CELAM) y la Conferencia Latinoamericana de Religiosos (CLAR). A partir de 1990, se dedicó especialmente al método de lectura de la Biblia junto a los pobres.

## Obra
El enfoque de su obra es el de la corriente de la Teología de la liberación. Conjuntamente con Francisco Orofino, ha sido un gran incentivador de la lectura popular de la Biblia a través de los Círculos Bíblicos y de las Comunidades Eclesiales de Base.

### Método
Junto con Agostinha Vieira de Mello, Jether y Lucilia Ramalho fundó en 1979 el Centro de Estudos Bíblicos - CEBI, que tiene como objetivo fomentar la lectura de la Biblia en los medios populares, a través del método conocido como "triángulo hermenéutico", con tres vértices en permanente interacción: la realidad de la persona, la realidad de la comunidad y la realidad de la sociedad.
Para Mesters, "el principal objetivo de la lectura de la Biblia no es interpretar la Biblia, sino interpretar la vida con ayuda de la Biblia". Hay siete características de este abordaje: primero, la Biblia se lee en comunidad; segundo, se enfoca hacia la realidad presente; tercero, la comunidad se abre al Espíritu Santo para entender y escuchar lo que la Palabra dice a la comunidad; cuarto, entender y vivir el mensaje de la Biblia es un dos De Dios para quien tiene fe viva; quinto, se asumen las implicaciones sociales prácticas de la Biblia; sexto, se toma conciencia de la situación propia y de la sociedad, para experimentar el poder de la Palabra para transformar la realidad y; séptimo, para leer la Biblia más que conocimientos académicos debe aprovecharse la experiencia de vida de los lectores comunitarios.
Masters considera que la Biblia es comprendida desde las limitaciones propias de la experiencia de cada persona y comunidad y ello convoca al diálogo como única dinámica adecuada para recibir la Palabra de Dios en cada situación. La condición del pobre en su experiencia de vida, le da una llave para la comprensión de la Biblia y a su vez, la Biblia es una clave para descubrir la acción de Dios en su vida. La experiencia de Dios en la iglesia de los pobres llama la atención sobre el hecho de que Dios se revela preferentemente entre los pobres y marginados. El Evangelio es buena noticia para los pobres y la opción por los pobres no es facultativa u opcional; es una exigencia central del mismo Evangelio. La realización de la opción por los pobres está en el centro de la misión de la Iglesia.
Los pobres leen la Biblia desde su situación de oprimidos, lo cual les permite descubrir la fuerza del sentido que los exégetas no descubren o a veces encubren. La lucha de los pobres vivida a la luz de la Biblia revela la estructura, el dinamismo y el sentido de la sociedad y del proceso histórico. Los pobres son clave hermenéutica de la interpretación de la vida y de la Biblia.

### Enfoque
Mesters explica que la primera revelación de Dios se dio y se da en la creación, "desde abajo", por lo cual llega a todos los seres humanos. En cuanto la humanidad se separó De Dios, él ha realizado una revelación Redentora, parte de la cual es la Biblia y cuya máxima expresión es Jesucristo, la Palabra De Dios encarnada, contenido y medio de la revelación y cuya vida es la clave de la interpretación de la Biblia. Los libros del canon de la Biblia son inspirados por el Espíritu Santo porque revela en la vida del creyente que todo ha sido creado en Cristo y es conducido por el Espíritu hacia Cristo; está inspirada para obrar inspirando en la vida. Para que la Escritura pueda revelar algo de Dios (desde arriba), debe existir ya internamente una sensibilidad para la revelación desde abajo.
La Escritura es palabra viva y eficaz dentro de la comunidad es surgida y mantenida por el Espíritu. Sólo la fe comunicada por la comunidad permite percibir la revelación en la propia historia en continuidad con la historia bíblica y revelar la dimensión espiritual de la propia vida material y social. Dios habría escrito dos libros, el original libro de la vida (la creación y la historia), y el libro de la fe (la Biblia). La Escritura no debe sustituir al primer libro, sino ayudar a reconocer en él la realidad de Dios, nos instruye acerca del Dios creador que debemos seguir y nos ayuda a distinguirlo de los ídolos hechos por los hombres, nos ofrece un canon para discernir lo que es acción del Espíritu Santo y lo que no.
Bochenski compara el enfoque de Mesters con el de los anabaptistas del siglo XVI, Pilgram Marpeck y Hans Denck. Dawsey ve las raíces de la lectura bíblica de Mesters, en los Padres de la Iglesia.

### Libros
Es autor o coautor de varios libros sobre la Biblia. Entre ellos:
- 1977 Seis dias nos porões da humanidade Editora Vozes, Petrópolis
- 1981 María: la madre de Jesús, Caudete, Albacete, ISBN 84-300-4323-3
- 1983 Flor sem defesa: Reflexões sobre a leitura popular da Bíblia, Editora Vozes, Petrópolis, ISBN 978-65-571-3099-5
- 1987 Esperanza de un pueblo que lucha: Apocalipsis, Ediciones Paulinas, Bogotá ISBN 978-95-860-7235-9
- 1988 O rio dos Salmos: das nascentes ao mar, CEBI, São Leopoldo, Rio Grande do Sul ISBN 85-349-1633-0
- 1989 Defenseless Flower: A New Reading of the Bible, Orbis Books, Maryknoll, New York, ISBN 0-88344-596-4
- 1991 Paulo Apóstolo: um trabalhador que anuncia o Evangelho, CEBI, São Leopoldo, Rio Grande do Sul
- 1992 Un proyecto de Dios : la presencia de Dios entre el pueblo oprimido, Dabar, México ISBN 968-6768-12-2
- 1993 La misión del pueblo que sufre. Los cánticos del Siervo de Dios en el libro del profeta Isaías, Ediciones Paulinas, Madrid ISBN  978-84-285-0932-9
- 1993 Bíblia: Livro feito em mutirão, Paulus, São Paulo, ISBN  978-85-349-0286-1
- 1995 God, Where Are You?: Rediscovering the Bible, Orbis Books, Maryknoll, New York, ISBN 1-59244-146-1
- 1995 Como ler o Livro de Rute: pão, família, terra, Paulus, São Paulo, ISBN  978-85-349-0629-6
- 1996 Paraíso terrestre: saudade ou esperança?, Editora Vozes, Petrópolis, ISBN 978-85-326-0331-9
- 2000 Seguir a Jesús: los evangelios, Verbo Divino, Estella (Navarra), ISBN 978-84-816-9255-6
- 2003 Apocalipse de São João: a teimosia da fé dos pequenos, Editora Vozes, Petrópolis, ISBN 978-85-326-2805-3
- 2006 Un cielo nuevo y una tierra nueva, Verbo Divino, Estella (Navarra), ISBN 978-84-816-9356-0
- 2007 A terra é nossa mãe: Gênesis 1 a 12, CEBI, São Leopoldo, Rio Grande do Sul, ISBN 978-85-773-3018-8
- 2010 Vai! Eu Estou Contigo! Vocação e Compromisso a Luz da Palavra de Deus, Paulus, São Paulo, ISBN 978-85-356-2154-9
- 2010 Jesus da escuta amorosa: as bem-aventuranças ontem e hoje, CEBI, ISBN 978-85-790-7035-8
- 2014 Só Deus é bom!: As memórias de um jovem rico, Paulus, São Paulo, ISBN 978-85-349-3636-1
- 2016 O profeta Jeremias: Um homem apaixonado, Paulus, São Paulo, ISBN 978-85-349-4304-8